# Deutsche Schule Belgrad
Die Deutsche Schule Belgrad (DSB) ist die einzige deutsche Auslandsschule in Serbien. Sie betreut und unterrichtet Kinder vom Kindergarten bis zur 12. Klasse. Seit dem Schuljahr 2011/12 wird jährlich das Abitur abgenommen.
Gegründet wurde die Schule im Jahre 1854 mit 23 Schülern. Schulleiter ist Ralf Naeve und es unterrichten 35 Lehrer an der Schule.
Die Unterrichtssprache ist grundsätzlich Deutsch. Daneben gibt es Unterricht in den Fächern Serbisch als Muttersprache und Serbisch als Fremdsprache.
Neben der Allgemeinen Hochschulreife (Abitur) nach 12 Schuljahren kann auch ein qualifizierender Hauptschulabschluss (nach der 9. Jahrgangsstufe) sowie ein mittlerer Schulabschluss (nach der 10. Jahrgangsstufe) erworben werden. Alle Abschlüsse werden in Deutschland anerkannt.
Seit dem 30. September 2013 befinden sich Grundschule und Sekundarstufe in einem sanierten Gebäude in der Petra Čajkovskog im Stadtteil Senjak. Auf dem Gelände befinden sich neben Ginkgo- und Ahorn- auch zwei Maulbeerbäume.
Es gibt Fachräume für Biologie-/Chemie, Physik, Kunst, Musik und Informatik sowie eine Sporthalle. Der Unterricht findet ansonsten in Klassenzimmern statt, die über eine moderne technisch-mediale Ausstattung verfügen.
Die Schule ist in der Region ein wichtiger Standortfaktor, unter anderem für die serbisch-deutsche Wirtschaft, die serbischen und deutschen Bildungspartner oder für serbisch-deutsche politische und kulturelle Institutionen. Darüber hinaus ist sie auch für Familien aus Österreich und der Schweiz ein wichtiger Bildungspartner.
Die Schule trägt das Gütesiegel Exzellente Deutsche Auslandsschule. Dies wurde zuletzt bei der BLI 3.0 im November 2021 bestätigt. Sie wird von der Zentralstelle für das Auslandsschulwesen gefördert.